# Euphorbia angustifrons
Euphorbia angustifrons är en törelväxtart som beskrevs av Vincze von Borbás. Euphorbia angustifrons ingår i släktet törlar, och familjen törelväxter. Inga underarter finns listade i Catalogue of Life.